# Кастертон, Эда
Эда Кастертон (англ. Eda Casterton, полное имя Eda Nemoede Casterton; 1877—1969) — американская художница и педагог.
Известна своими портретными миниатюрами, выполненными акварелью, пастелью и маслом.

## Биография

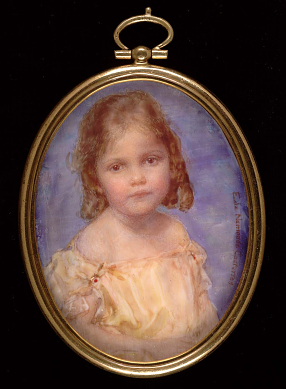
Работа Эды Кастертон Little Girl

Родилась 14 апреля 1877 года в городе Бриллион, штат Висконсин, в семье Эдварда Карла Немоде (Edward Carl Ludwig Nemoede) и его жены Марии Джорджины Бастиан (Maria Georgina Bastian), имеющих немецкое происхождение. В их семье был одиннадцать детей, восемь из которых достигли совершеннолетия.
Будучи ещё маленькой девочкой, Эда рисовала на стенах своего школьного здания. Хотела стать художницей, но по настоянию родителей, училась на стенографистку, после чего работала секретарем у адвоката Питера Мартино (Peter Martineau). После смерти отца 6 марта 1895 года, Эда вместе с матерью и сёстрами жила в Чикаго, продолжая работать стенографисткой.
Живописи Эда Кастертон училась в Миннеаполисской школе изящных искусств (Minneapolis School of Fine Arts), штат Миннесота. Когда работала в качестве стенографистки, одновременно обучалась в Школе художественного института Чикаго вместе Вирджинией Рейнольдс, которая считалась в то время самой опытной художницей-миниатюристкой. После того, как Эда начала работать только художницей, она посещала дополнительные занятия. Во Франции она училась у Генри Хаббелла и выставляла свои работы в Парижском салоне, где получила почетную награду в 1905 году.
Кастертон была членом одного из комитетов Художественного института Чикаго, где выставляла свои работы. Когда она в 1908 году вернулась из Парижа, то начала преподавать в этом учебном заведении. В 1913 году она выставила портрет своей дочери Джейн на ежегодной выставке Института искусств Чикаго. Также показывала свои работы в Сент-Луисском художественном музее в 1916 году. Будучи членом Чикагского общества художников-миниатюристов также выставляла в нём свои работы в 1918 году.
Несмотря на то, что миниатюрные картины стали в начале XX века менее популярными, она была успешной художницей и получила международное признание. Полноразмерные портреты Эда Кастертон начала писать в 1920-х годах. Продолжала выставлять свои работы на персональных и групповых выставках. Она была удостоена наград ряда различных международных и национальных выставок, являлась членом многих обществ художников-миниатюристов, включая Королевское общество художников-миниатюристов, скульпторов и гравёров.
Умерла 15 ноября 1969 года в городе Палос-Вердес-Эстейтс, штат Калифорния.

### Личная жизнь
29 июня 1911 года в Чикаго Эда вышла замуж за Уильяма Джона Кастертона (William John Casterton). Их первая дочь — Джейн, родилась в 1912 году; вторая дочь — Вирджиния, родилась в феврале 1917 года.
Уильям Кастертон умер 9 февраля 1948 года в Эванстоне, штат Иллинойс. В 1952 году Эда переехала в Мизулу, штат Монтана, где работала художницей и жила со своей сестрой. Затем уехала в Палос-Вердес-Эстейтс, Калифорния, где жила до конца жизни.